# Фонтанарс-делс-Алфорінс
Фонтанарс-делс-Алфорінс, Фонтанарес (валенс. Fontanars dels Alforins (офіційна назва), ісп. Fontanares) — муніципалітет в Іспанії, у складі автономної спільноти Валенсія, у провінції Валенсія. Населення — 1038 осіб (2010).

## Географія
Муніципалітет розташований на відстані близько 310 км на південний схід від Мадрида, 85 км на південний захід від Валенсії.

## Демографія
Динаміка населення (INE ):

## Галерея зображень

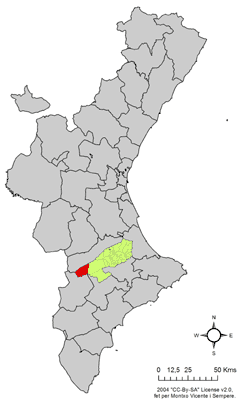
Розташування муніципалітету Фонтанарс-делс-Алфорінс у автономній спільноті Валенсія
Розташування муніципалітету Фонтанарс-делс-Алфорінс у комарці Вальє-де-Альбайда
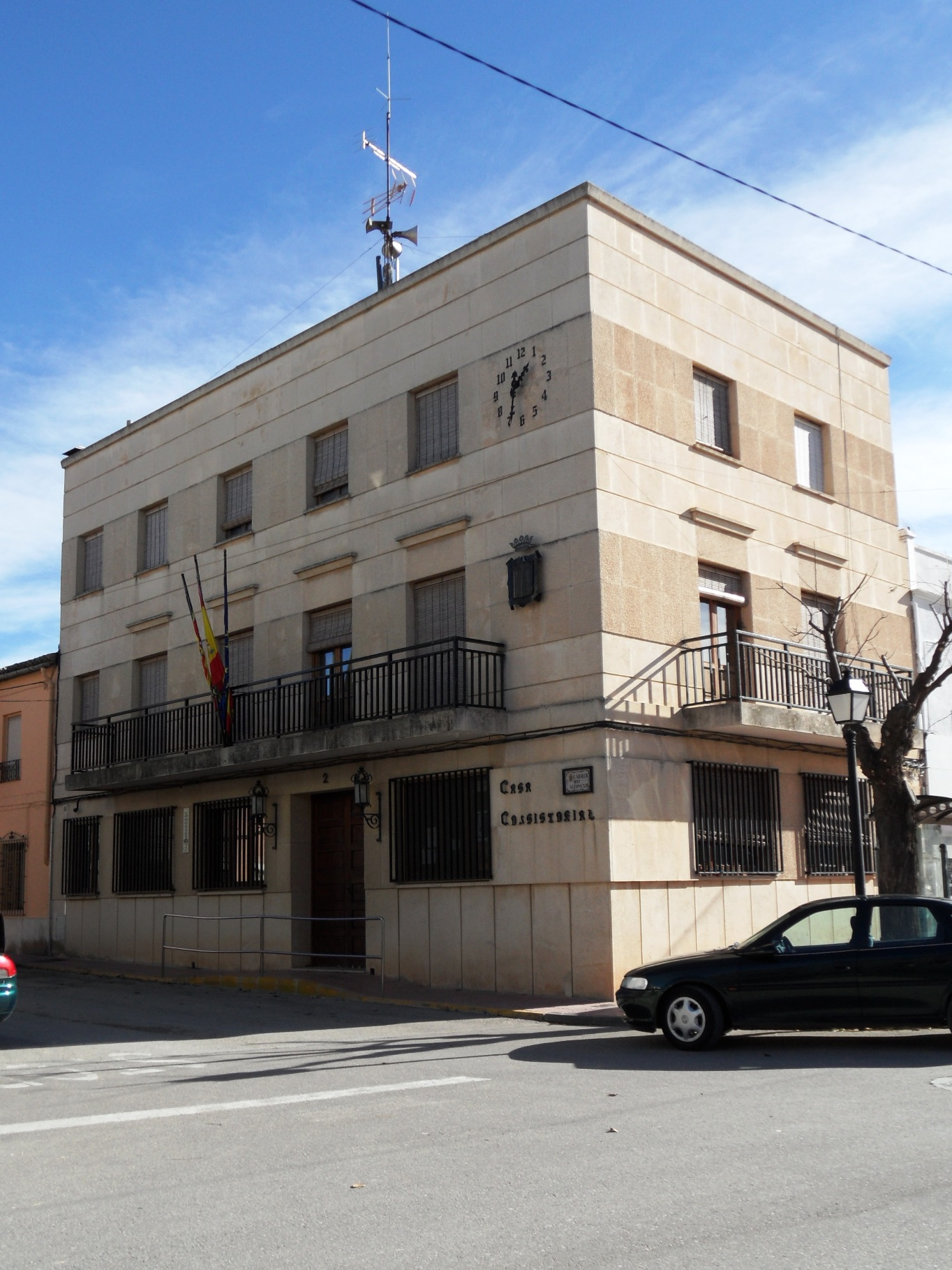
Муніципальна рада
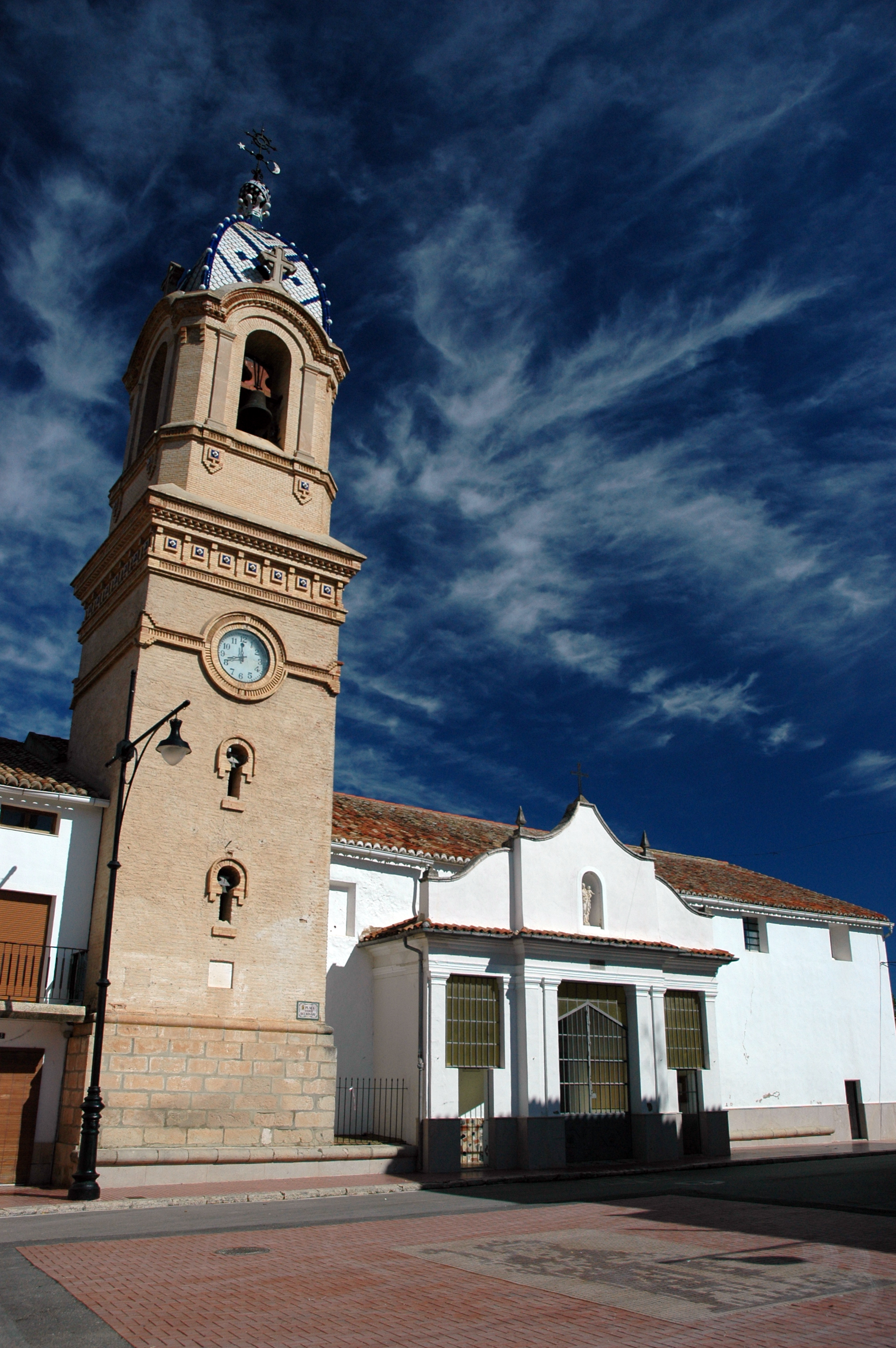
Церква Ла-Вірхен-дель-Росаріо